# Conny Kreitmeier

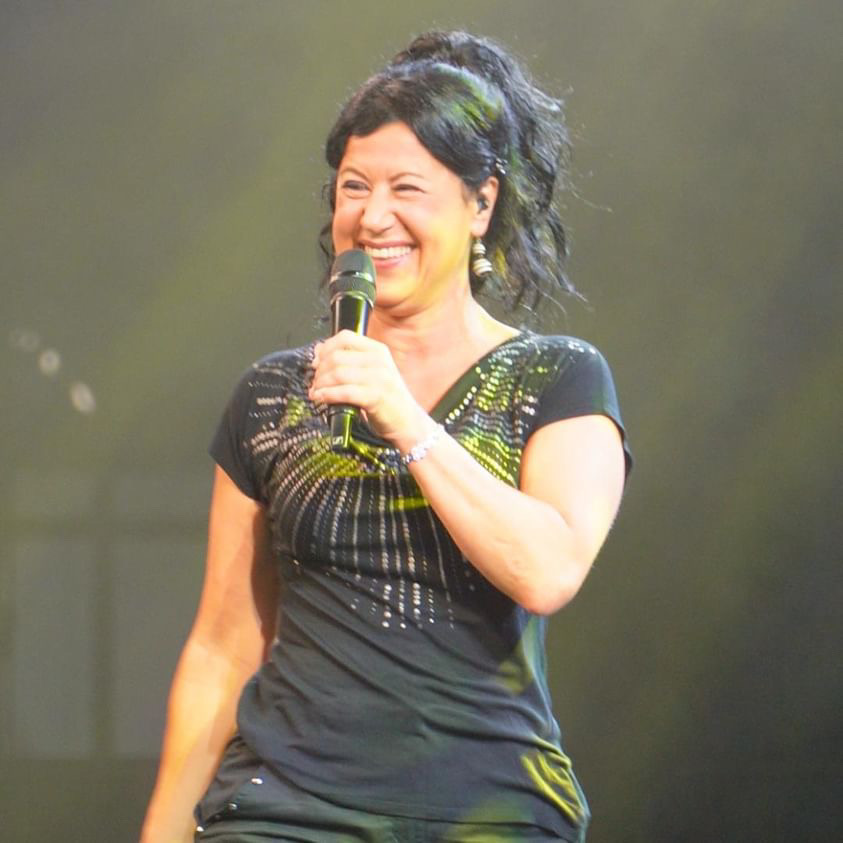
Conny Kreitmeier Live auf der Dokomi Düsseldorf 2024

Cornelia „Conny“ Kreitmeier (* 2. August 1971 in München) ist eine deutsche Sängerin, Musik-Kabarettistin, Entertainerin, Komponistin und Gesangsdozentin. 

## Leben und Ausbildung
Cornelia Kreitmeier wuchs als zweites von drei Kindern einer Schreinerfamilie in Neufahrn bei Freising auf. Nach der Mittleren Reife 1988 absolvierte sie eine dreijährige Ausbildung zur Handwerksbuchbinderin. Mitte der 1990er Jahre zog sie nach München, wo sie zwischen 1993 und 1996 an der New Jazzschool e. V. Jazz studierte.
Sie hatte zahlreiche „Session-Engagements“ durch die Münchener Clubs, begleitet von privaten Weiterbildungen wie Theaterimprovisationkurse und Teilnahme an Gesangsworkshops u. a. bei Norbert Gottschalk und Dorte Hyldstrup (Estill Voice Training EVT). Sie nahm Klavier- und Gitarrenunterricht sowie Schauspielstunden und ist staatlich anerkannte Musiklehrerin im Fachbereich Rock-, Pop- und Jazzmusik.

## Karriere
Nach einem Casting wurde sie von 1997 bis 1999 als feste Backgroundsängerin der Weather Girls auf deren Europa-Tourneen engagiert. 
Darüber hinaus arbeitete sie als Backgroundsängerin unter anderem für Künstler wie z. B. mit Hot Chocolate, Chris de Burgh und Jennifer Rush.
1996 traf sie auf den Gitarristen Norbert Bürger, der Bandmitglied der Gypsy-Jazz-Formation "Barcarole" war. Bürger und Kreitmeier wandten sich vom konventionellen Realbook-Jazz ab und traten gemeinsam unter dem Namen Orchester Bürger Kreitmeier auf. Für ihre groteske Rock- und Popshow wurden ihnen 2006 der Deutsche Kleinkunstpreis verliehen. Zwischen 2003 und 2006 erlangte das Duo durch Fernsehauftritte in Kabarett- und Comedysendungen Bekanntheit. Im April 2007 gaben die beiden ihre letzte gemeinsame Rockshow in Bielefeld. Das Duo war insgesamt von 1997 bis 2007 aktiv und spielte in dieser Zeit bis zu 150 Konzerte pro Jahr sowie mehrwöchige Tourneen im deutschsprachigen Raum.
Nach ihren Erfolgen in Kabarett und Comedy wandte sich Kreitmeier wieder rein musikalischen Projekten zu. Es folgten Zusammenarbeiten mit verschiedenen Musikern und Künstlern, unter anderem mit Jan Zehrfeld, dem Bandleader der Jazz-Metal-Funkband Panzerballett. Zusammen schufen sie einige Gesangstitel für die Band, z. B. die Jazz-Metal-Operette „Zickenterror“, die Kreitmeier hin und wieder als Gastsängerin bei der Band zum Besten gibt. Im Dezember 2013 traten Kreitmeier & Zehrfeld als Duo einmalig unter dem Namen "Medusanarchos" auf dem Jazzfest München (Jim) auf.
Zwischen 2007 und 2012 war Conny Kreitmeier Frontfrau und Rhythmusgitarristin der Münchener Lady-Rockband Daisy Ultra. Zusammen mit einem klassischen Rock-Trio präsentierte sie zwischen 2008 und 2013 unter dem Namen Stimmungsbüro Kreitmeier das „amtliche Musik-Konzert“, ein Potpourri aus Eigenkompositionen und Coverversionen. Von 2012 bis 2022 war das „Stimmungsbüro Kreitmeier“ in neuer Besetzung als Live-Studioband bei der bayerischen Kabarettsendung „SchleichFernsehen“ zu sehen.  Zwischen 2011 und 2016 war Kreitmeier auch als Jazzvocalistin bei der Modern-Jazz-Combo „Franz-David Baumann Quintett“ aktiv. Die Eigenkompositionen von Baumann enthalten einige von Kreitmeier auf Deutsch verfasste Texte.
Conny Kreitmeier war von 2016 bis Ende 2023 Leadsängerin und E-Gitarristin der Oberkrainer-Rock-Kapelle "The Heimatdamisch". Die Kapelle trat europaweit auf vielen großen Festivals auf, u. a. Woodstock der Blasmusik, Brass Wiesn. Ihr auf Facebook eingestelltes Video „Highway to Hell“ erreichte innerhalb weniger Tage über 21 Millionen Facebook-Aufrufe. Das YouTube-Video mit einer Coverversion von "Sweet Child o' Mine" erhält mehr als 10 Millionen Klicks.
Seit 2024 widmet sie sich ihren eigenen Projekten. Dazu gehören das Jazz-Quartett Krem Brülle und die Nachbarn mit dem Programmtitel Erlebnisjazz sowie die Funk-Jazzcombo Conny K. & The Boosters.
Conny Kreitmeier gehört zu den Solointerpreten der deutschen Anime Allstars und ist durch ihre beiden Opener-Hits „Laufe durch die Zeit“ (Detective Conan, 2003) und „Geh Deinen Weg“ (Digimon 02, 2001) bekannt. Seit 2024 tritt mit den Anime-Allstars Petra Scheeser, Tina Frank und Ron Van Lankeren im Team oder solo bei Anime-Conventions wie der DoKomi in Düsseldorf und der YuniCon in Wien auf. Für die CD Dragon Ball Z (deutscher Soundtrack der Anime-TV-Serie Dragon Ball Z von Andy Knote/Toyco Studios und Noel Pix) erhielt sie eine Goldauszeichnung für mehr als 150.000 verkaufte Tonträger. Diese Auszeichnung wurde von der BMG Ariola Media GmbH verliehen.

### Schauspiel und Theater
Kreitmeier erhielt 1994 eine kleine Nebenrolle im Münchener Tatort „und die Musi spielt dazu“. Es folgte 2000 ein Engagement im Musical „Labyrinth on Line“, einer hauseigenen Produktion der Münchener Musikhochschule. Auf dem Wintertollwoodfestival 2007 in München übernahm sie in dem Musiktheater „Der verkaufte Großvater“ die Rolle der „Nanni Haslinger“ und war für das Chorarrangment verantwortlich. Im Sommer 2013 wurde ihr neben einer Rolle auch die musikalische Leitung und Komposition der Theatermusik für „Erster Klasse“ (Ludwig Thoma) anvertraut. Die Produktion wurde vom Bayerischen Fernsehen aufzeichnet und wurde seit März 2014 immer wieder ausgestrahlt.

### Studio- und Backgroundgesang
Als Studio- und Backgroundsängerin arbeitete Conny Kreitmeier für viele Künstler und Bands: Über 3000-mal sang sie auf Live-Tourneen u. a. für The Weather Girls, Jennifer Rush und Chris de Burgh. Als Studiosängerin unterschiedlichster Produktionen und Stilrichtungen sang und singt sie für Eisbrecher, die Anime TV-Serien Dragon Ball Z und Digimon, Klaus Doldinger, RPWL, Georg Ringsgwandl, Christoph Well und viele mehr.

### Dozententätigkeit
Conny Kreitmeier ist als freiberufliche Gesangsdozentin an Musikschulen sowie auch als Gastdozentin bei Workshops tätig. Von 1997 bis 2013 unterrichtete sie am Downtown Music Institute in Augsburg. Zwischen 2007 und 2011 hatte sie die Leitung im Hauptfach Gesang des Intensivlehrgangs Pop. Von 2011 bis 2020 unterrichtete sie als Gesangsdozentin an der Münchner Jazzschool im offenen Unterrichtsprogramm und leitete dort bis 2017 den hauseigenen Jazzchor. Seit 2019 betreibt sie mit Singfarben ihre eigene Unterrichtsplattform.

## Preise und Auszeichnungen
- 2002 DRAGONBALL Z GOLD Award für über 150 000 verkaufte Dragonball Z-CD[13]
- 2004 Deutscher Satirepreis Prix Pantheon
- 2004 Niederstätter surPrize mit dem Orchester Bürger Kreitmeier[14]
- 2004 Thüringer Kleinkunstpreis mit dem Orchester Bürger Kreitmeier[15]
- 2006 Deutscher Kleinkunstpreis mit dem Orchester Bürger Kreitmeier[16]
- 2016 Gold für je mehr als 100.000 verkaufte Einheiten des Eisbrecher-Albums „Die Hölle muß warten“
- 2016 Gold für je mehr als 100.000 verkaufte Einheiten des Eisbrecher-Albums „Schock“

## Veröffentlichungen (Auswahl)
CDs:
- Frau Komma Hund: Zünglein / 1996 / F. Blieninger Musikproduktionen, LC 2210
- U-Turn: Arruda mosaique / 1997 / Wolpertinger Records, LC 8710
- Orchester Bürger Kreitmeier: Happy Home / 2003 / Single Malt Records, LC 10111
- Orchester Bürger Kreitmeier: Come to My Bed / 1999 / Wega Music, LC 01835
- Orchester Bürger Kreitmeier: My Brain Is Empty / 2002 / MTA Music, LC 19042002
- Franz-David Baumann Quintett feat. Conny Kreitmeier, Gesang: …und draußen tobt die Welt / 2016 / Panama Records, LC 12519
- The Heimatdamisch: Circus Oberkrain / 2019 / Bergbeatmusic

DVDs:
- Orchester Bürger Kreitmeier: Die groteske Rock- und Popshow / 2003  / Mythe Digital Media Production und Elephant Music
- Orchester Bürger Kreitmeier: Rockgiganten / 2006 / TV-Asbach Produktion, LC 13393

CD/Hörbuch:
- Souveräne Stimme unter Druck und Stress von und mit Stimmtrainerin Eva Loschky, Musik: Conny Kreitmeier / 2012 / steinbach sprechende bücher

Weitere Veröffentlichungen als Studio- und Gastsängerin bei:
- Georg Ringsgwandl: Woanders (zweite Stimme bei Titel 5 und 9)
- Da Family, Monster Rancher, Digimon, Pokémon, Toggo United, Pretty Cure, Beyblade, Dragon Ball Z
- 7for4, Klaus Doldinger/Passport, Eisbrecher, Grauer Star/Bullyparade, Bluesgangsters, RPWL, Panzerballett, Rainer Fabich, Christoph Well und weitere